# Basarići
Basarići su naseljeno mjesto u općini Foča, Republika Srpska, BiH. Nalaze se zapadno od Grandića, Popovog Mosta i Tođevca, sjeverno od rijeke Sutjeske i Nacionalnog parka Sutjeska, podno Treskavca. Popisano je kao samostalno naselje na popisu 1961., a na kasnijim popisima ne pojavljuje se, nego kao dio drugih naselja. Godine 1962. pripojeno je naselju Kruševu.

## Stanovništvo
| Narod     | Popis 1961. |
| --------- | ----------- |
| Hrvati    |             |
| Muslimani | 80          |
| Srbi      |             |
| ostali    |             |
| Ukupno    | 80          |